# Johan Lundelius
Johan Lundelius, född cirka 1686 (troligen öster om Vättern), död 16 april 1755 i Ottravads församling, var en svensk domkyrkoorganist. Han var domkyrkoorganist i Skara domkyrkoförsamling mellan 1724 och 1755.
Han gifte sig 27 juni 1718 i Dimbo med Annika Ottrin (1691-1764). Hon var dotter till kyrkoherden Håkan Larsson Ottrin i Dimbo.

## Biografi
Lundelius var son till kyrkoherden  Olof Håkansson Lundelius i Gamleby och Elisabet Påvelsdotter. 1705 blev han inskriven vid Uppsala universitet. Lundelius började arbeta som organist i Skövde mellan 1723 och 1724. Från och med 1724 arbetade Lundelius som domkyrkoorganist i Skara domkyrka. Han kom att arbeta där, fram till sin död 1755.